# Cantón de Saint-Sauveur-sur-Tinée
El cantón de Sait-Sauveur-sur-Tinée era una división administrativa francesa que estaba situada en el departamento de Alpes Marítimos y la región de Provenza-Alpes-Costa Azul.

## Composición
El cantón estaba formado por ocho comunas:
- Clans
- Ilonse
- Marie
- Rimplas
- Roubion
- Roure
- Saint-Sauveur-sur-Tinée
- Valdeblore

## Supresión del cantón de Sait-Sauveur-sur-Tinée
En aplicación del Decreto n.º 2014-227 de 24 de febrero de 2014, el cantón de Sait-Sauveur-sur-Tinée fue suprimido el 22 de marzo de 2015 y sus 8 comunas pasaron a formar parte del nuevo cantón de Tourrette-Levens.